# Allan Wellman
Allan Kenny Wellman (Cobán, 26 de mayo de 1954) es un exfutbolista guatemalteco. Jugaba como defensa y compitió en los Juegos Olímpicos de Montreal 1976 y Seúl 1988 con la selección de Guatemala.

## Trayectoria
Jugó doce temporadas para el CSD Comunicaciones, haciendo su debut en 1973 y dejó al club en 1983.
Posteriormente disputó seis temporadas con Aurora FC. Volvió con los cremas en 1989 y se quedó hasta 1991, porque regresó con Aurora y ahí se retiró.

## Selección nacional
Fue internacional guatemalteco 62 veces con un gol. Compitió en los Juegos Olímpicos de 1976 y 1988, siendo eliminado en ambos casos en la primera ronda.
Su único gol internacional fue el 16 de noviembre de 1980 en la victoria frente a Panamá el minuto 85, marcando el 5-0 definitivo en el Estadio Mateo Flores de la Ciudad de Guatemala.

### Participaciones en Juegos Olímpicos
| Torneo                   | Sede     | Resultado     |
| ------------------------ | -------- | ------------- |
| Juegos Olímpicos de 1976 | Montreal | Primera ronda |
| Juegos Olímpicos de 1988 | Seúl     | Primera ronda |

## Clubes
| Club           | País      | Año       |
| -------------- | --------- | --------- |
| Comunicaciones | Guatemala | 1973-1983 |
| Aurora         | Guatemala | 1983-1989 |
| Comunicaciones | Guatemala | 1989-1991 |
| Aurora         | Guatemala | 1991      |

## Palmarés

### Títulos nacionales
| Título                    | Equipo         | País      | Año     |
| ------------------------- | -------------- | --------- | ------- |
| Liga Nacional             | Comunicaciones | Guatemala | 1977-78 |
| Liga Nacional             | Comunicaciones | Guatemala | 1979-80 |
| Liga Nacional             | Comunicaciones | Guatemala | 1981    |
| Liga Nacional             | Comunicaciones | Guatemala | 1982    |
| Copa Nacional             | Comunicaciones | Guatemala | 1983    |
| Copa Campeón de Campeones | Comunicaciones | Guatemala | 1983    |
| Copa Nacional             | Aurora         | Guatemala | 1983-84 |
| Liga Nacional             | Aurora         | Guatemala | 1984    |
| Liga Nacional             | Aurora         | Guatemala | 1986    |
| Copa Campeón de Campeones | Aurora         | Guatemala | 1986    |
| Liga Nacional             | Comunicaciones | Guatemala | 1990-91 |

### Títulos internacionales
| Título                           | Equipo         | País      | Año  |
| -------------------------------- | -------------- | --------- | ---- |
| Copa de Campeones de la Concacaf | Comunicaciones | Guatemala | 1978 |
| Copa Fraternidad Centroamericana | Comunicaciones | Guatemala | 1983 |